# 妖精の歌
『妖精の歌』（ようせいのうた、ドイツ語: Elfenlied ドイツ語発音: [ˈɛlfənˌliːt] エルフェンリート）は、ゲーテの1780年の詩と、エドゥアルト・メーリケの1830年頃の詩の慣用的な題名。これらの詩は、それぞれにさまざまな作品が作曲されている。
ゲーテの詩は1780年に、シャルロッテ・フォン・シュタイン宛ての手紙に書かれた無題の詩だったが、冒頭には「Die Elfen sangen（妖精たちが歌った）」と綴られていた。ゲーテの詩はロマン主義的で、月夜に踊る妖精たちの姿を想起させる。この詩をもとに、ジュリウス・クニーゼの「Elfenliedchen（1900年）」やエーリッヒ・J・ウォルフの「Elfensang（1907年）」、アレクサンダー・ツェムリンスキーの「Elfenlied（1934年）」など、複数の曲が作曲されている。
メーリケの詩は、1826年から1828年初頭の間に書かれ、1832年に初めて出版された。その詩はドイツ語で「エルフ」もしくは「妖精」と数字の「11」の両方の意味に取れる「Elf（またはElfe）」をかけた駄洒落に基づいたユーモラスなものである。その内容は、夜番が11時を告げる声を、自分への呼びかけと妖精が勘違いしたため、本来より1時間早く目覚めたというものである。まだ寝ぼけている妖精は、石の壁に止まっているツチボタルを、明かりの灯った妖精たちの屋敷だと思い込み、中を覗こうとして石に頭をぶつけてしまう。この詩にはフーゴ・ヴォルフによって1888年に曲が付けられた。
それとは別に、ヴォルフはシェイクスピアの『夏の夜の夢』から翻案した同名の歌曲も制作している。

## 本文と日本語訳

### ゲーテ
| Um Mitternacht, wenn die Menschen erst schlafen, Dann scheinet uns der Mond, Dann leuchtet uns der Stern; Wir wandeln und singen Und tanzen erst gern. Um Mitternacht, wenn die Menschen erst schlafen, Auf Wiesen, an den Erlen Wir suchen unsern Raum Und wandeln und singen Und tanzen einen Traum. | 真夜中、人々が眠りについた頃 月が私たちを照らし 星も私たちを照らす 私たちは歩き、歌い そして踊り始める 真夜中、人々が眠りについた頃 草原で、ハンノキのそばで 自分たちの場所を見つけ 私たちは歩き、歌い そして夢を踊る |

### メーリケ
| Bei Nacht im Dorf der Wächter rief: Elfe! Ein ganz kleines Elfchen im Walde schlief, Wohl um die Elfe; Und meint, es rief ihm aus dem Thal Bei seinem Namen die Nachtigall, Oder Silpelit hätt' ihn gerufen. Reibt sich der Elf' die Augen aus, Begibt sich vor sein Schneckenhaus Und ist als wie ein trunken Mann, Sein Schläflein war nicht voll gethan, Und humpelt also tippe tapp Durch's Haselholz in's Thal hinab, Schlupft an der Weinbergmauer hin, Daran viel Feuerwürmchen glühn: "Was sind das helle Fensterlein? Da drin wird eine Hochzeit seyn; Die Kleinen sitzen beim Mahle, Und treiben's in dem Saale. Da guck' ich wohl ein wenig 'nein!" — Pfui, stößt den Kopf an harten Stein! Elfe, gelt, du hast genug? Gukuk! Gukuk! | 夜中に村の番人が叫んだ 11時（Elfe）だ！ とても小さな妖精（Elfe）が森で眠っていた…… ちょうど11時に！ そして思った、谷で呼んだのは 僕の名を、小夜鳴き鳥かな それともジルペリットかな 眼をこすりながら妖精は カタツムリの殻の家の前に出た 酔っ払いの様にふらついている まだ十分に眠れていなかった そして足を引きずりトコトコと ハシバミの森を通って谷へ下り 岩壁を伝って滑り降りると 蛍がとまって点々と光っている 「あの明るい小さな窓は何だろう？ あそこで結婚式があるのかな 小人たちが食卓に座って 広間でにぎやかにやっているのかな よし、ちょっと覗いてみよう！」 ……あいたっ、堅い石に頭をぶつけた！ 妖精よ、もう満足したかい？ カッコウ！カッコウ！ |

## 大衆文化における言及
この詩は、岡本倫による日本の漫画作品『エルフェンリート』の題名の由来となっており、作中にもヴォルフによる歌曲が登場する。